# Allied Corporation
Allied Corp. fu una società statunitense attiva nell'industria chimica, nell'industria aerospaziale e automotive. Nacque nel 1920 come Allied Chemical and Dye Corporation, unione di cinque società chimiche. Nel 1958, venne rinominata in Allied Chemical Corporation quando entrò nel settore petrolchimico. Allied Chemical divenne poi  Allied Corporation nel 1981. Nel 1985, Allied si fuse con Signal Companies formando AlliedSignal. AlliedSignal acquisì la Honeywell nel 1999 e adottò il nome di questa.

## Storia
Durante la prima guerra mondiale, l'Impero tedesco controllava la maggior parte della chimica mondiale. Questo nei termini di produzione di coloranti, farmaci e produzione di ammoniaca, componente di base di fertilizzanti e esplosivi.

### Allied Chemical and Dye Corporation

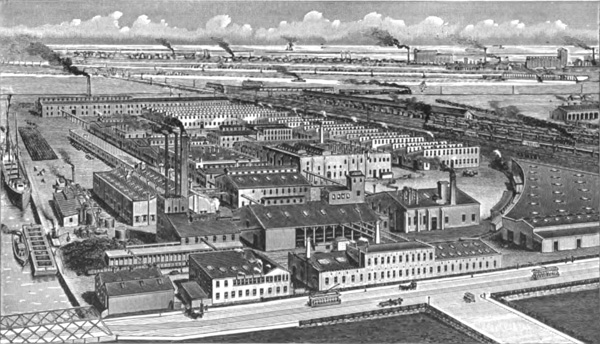
Schoellkopf, Hartford & Hanna Co. stabilimento a Buffalo, New York, già Schoellkopf Aniline and Chemical Works, ca. 1908.

Laboratorio a Morristown nel 1943

Nel 1920, Eugene Meyer e il noto chimico William Ripley Nichols fondano Allied Chemical and Dye Corporation. Allied era l'unione di cinque aziende chimiche con capitale sociale di 175 milioni di US$, incluso la Barrett Chemical Company (nata nel 1858), General Chemical Company (del 1899), National Aniline & Chemical Company (del 1917), Semet-Solvay Company (del 1895), e la Solvay Process Company (del 1881).  La sede fu posta a Buffalo. Allied iniziò a creare un impianto per la produzione di ammoniaca a Hopewell (Virginia) nel 1928. Divenne in breve tempo il primo produttore al mondo di ammoniaca.
National Aniline and Chemical Works vennero fondate nel 1917 dalla fusione di Schoellkopf Aniline and Chemical, Beckers Aniline and Chemical of Brooklyn, e Benzol Products Company. Erano inglobate anche stabilimenti della Semet-Solvay, Barrett Company, e General Chemical company. I dirigenti furono Jacob F. Schoellkopf Jr., C. P. Hugo Schoellkopf, I. F. Stone, e Dr. William G. Beckers.

### Allied Chemical Corporation
Dopo la seconda guerra mondiale, Allied iniziò a produrre nylon 6, refrigeranti e polimeri per stoviglie. L'azienda cambiò nome in Allied Chemical Corporation nel 1958.
Nel 1962, Allied comprò la Union Texas Natural Gas. Allied col tempo entrò nel settore degli idrocarburi, ad opera del CEO John T. Connor. Nel 1979 l'80% del fatturato era dato da settore oil & gas della Union Texas.

### Allied Corp.
Nel 1981 venne cambiato il nome in Allied Corporation.
Nel 1983 venne acquisita la Bendix Corporation. Nel 1984, Bendix generava la metà del fatturato di Allied, oil & gas il 38%.

### AlliedSignal
Nel 1985, Allied si fonde con Signal Companies e diventa AlliedSignal. Successivamente compra Honeywell nel 1999 e adotta il suo nome.